# Federacja Amatorskich Stowarzyszeń Fotograficznych w Polsce
Federacja Amatorskich Stowarzyszeń Fotograficznych w Polsce – ogólnokrajowe zrzeszenie (istniejące w latach 1961–1989). Związek stowarzyszeń fotograficznych – działających w Polsce. Reprezentant nieprofesjonalnego, amatorskiego i społecznego ruchu fotograficznego w kraju i za granicą, stanowiący platformę współdziałania polskich stowarzyszeń fotograficznych.

## Działalność
Działalności Federacji Amatorskich Stowarzyszeń Fotograficznych w Polsce, założonej w 1961 roku, miała na celu kontynuację rozwoju ruchu fotograficznego zapoczątkowanego w latach 90. XIX wieku oraz przejęcie działalności Polskiego Towarzystwa Fotograficznego – istniejącego od 1948 roku – celem decentralizacji działań na niwie fotografii i usamodzielnienia się oddziałów Polskiego Towarzystwa Fotograficznego, w poszczególnych miejscowościach. Początkowo organizacja funkcjonowała pod nazwą – Federacja Stowarzyszeń Fotograficznych w Polsce. W kwietniu 1967 na X zebraniu Rady Federacji uchwalono zmianę statutu, której celem było podkreślenie wyłącznie amatorskiego charakteru organizacji, skutkiem czego była zmiana nazwy zrzeszenia na Federację Amatorskich Stowarzyszeń Fotograficznych w Polsce.
Federacja Amatorskich Stowarzyszeń Fotograficznych w Polsce zrzeszała nieprofesjonalne stowarzyszenia fotograficzne, prowadzące działalność fotograficzną w swoim środowisku oraz reprezentowała ich interesy twórcze w kraju i za granicą. Współpracowała z organizacjami i instytucjami zainteresowanymi rozwojem twórczości fotograficznej – w Polsce i na świecie. Między innymi od 1969 ściśle współpracowała z Warszawskim Towarzystwem Fotograficznym, wespół z którym zorganizowała wiele wystaw fotograficznych (m.in.) we własnej przestrzeni wystawienniczej, przy ulicy Śniadeckich. Poszczególnych członków podległych stowarzyszeń fotograficznych ukierunkowywała na kandydowanie do Związku Polskich Artystów Fotografików. W 1984 roku FASFwP skupiała 81 stowarzyszeń fotograficznych, do których łącznie należało ok. 5 000 członków.
Działalność stowarzyszenia polegała między innymi na prowadzeniu Centralnej Biblioteki Fotograficznej, udzielaniu Patronatu FASFwP konkursom, wystawom i imprezom fotograficznym – ogólnopolskim i międzynarodowym. Łącznie – stowarzyszenia członkowskie zrzeszone w FASFwP (w skali rocznej) organizowały średnio ok. 500 wystaw fotograficznych, w których uczestniczyło ok. 8 500 osób - uzyskujących ok. 500 wyróżnień (nagród) – w tym ok. 1 000 autorów (członków stowarzyszeń fotograficznych) uzyskujących ok. 250 wyróżnień (nagród). Organizowały łącznie (w skali rocznej) ok. 1 500 szkoleń, w których uczestniczyło ok. 35 000 osób, ok. 70 kursów fotograficznych, w których uczestniczyło ok. 1 200 osób oraz ok. 290 plenerów fotograficznych, w których uczestniczyło ok. 3 000 osób. Członkowie poszczególnych stowarzyszeń fotograficznych (ok. 780 autorów), zrzeszonych w Federacji Amatorskich Stowarzyszeń Fotograficznych w Polsce (w skali roku) uczestniczyli w ok. 60 Międzynarodowych Salonach Fotograficznych, zdobywając średnio ok. 175 wyróżnień (nagród).
Federacja Amatorskich Stowarzyszeń Fotograficznych w Polsce wydawała swoje własne pismo – biuletyn Obscura, poświęcone sztuce i teorii fotografii oraz własny Biuletyn Informacyjny FASFwP, była członkiem operacyjnym i reprezentantem Polski w Międzynarodowej Federacji Sztuki Fotograficznej (FIAP) – została rozwiązana w okresie transformacji ustrojowej w Polsce, zapoczątkowanej w 1989 roku.

## Doroczne imprezy organizowane przez FASFwP
- Forum Sztuki Fotografii FASFwP
- Seminaria techniki fotografii FASFwP
- Forum Fotografii Młodych – FASFwP[8]
- Plenery fotograficzne FASFwP

Źródło

## Odznaczenia
Najwyższymi nagrodami - wręczanymi przez Federację Amatorskich Stowarzyszeń Fotograficznych w Polsce jednorazowo - były Dyplomy Honorowe FASFwP. W 1979 roku FASFwP ustanowiła trzystopniową Odznakę Honorową FASFwP – brązową, srebrną i złotą – za wieloletnie i wybitne osiągnięcia twórcze i organizacyjne na rzecz fotografii oraz trzystopniowy Medal FASFwP – brązowy, srebrny i złoty – za twórczość fotograficzną, przyznawany (laureatom) podczas krajowych i międzynarodowych konkursów i wystaw fotograficznych.

## Cele statutowe FASPwP
- konsolidowanie działalności stowarzyszeń fotograficznych dla dobra i rozwoju amatorskiego ruchu fotograficznego we wszystkich dziedzinach fotografii
- stworzenie międzystowarzyszeniowej platformy porozumiewawczej w sprawach związanych ze wspólnymi problemami zrzeszonych w FASFwP członków
- współpraca stowarzyszeń – członków FASFwP
- reprezentowanie w kraju i za granicą amatorskiego ruchu fotograficznego
- prowadzenie działalności mediacyjnej w przypadkach spraw spornych pomiędzy członkami
- popieranie działalności członków stowarzyszeń w zakresie zagadnień związanych z działalnością FASFwP

Źródło

## Obowiązki stowarzyszenia członkowskiego FASFwP
- uznawanie i realizowanie statutowych celów i prawomocnych uchwał Federacji
- czynne uczestnictwo delegata stowarzyszenia w zebraniach Rady Federacji (2 razy w roku)
- udzielanie Prezydium Rady Federacji wymaganej informacji o działalności stowarzyszenia
- opłacanie składki członkowskiej
- złożenie deklaracji członkowskiej FASFwP

Źródło

## Prawa stowarzyszenia członkowskiego FASFwP
- używanie nazwy "Członek Federacji Amatorskich Stowarzyszeń Fotograficznych w Polsce"
- udział delegatów stowarzyszenia w zebraniach Rady Federacji, zjazdach i kongresach oraz imprezach fotograficznych organizowanych przez Federację
- korzystanie z urządzeń i obsługi Federacji w zakresie ustalonym przez Radę Federacji
- pierwszeństwo korzystania z wydawnictw Federacji

Źródło